# Pyro (singolo)
Pyro è il secondo singolo estratto dal quinto album di inediti dei Kings of Leon, intitolato Come Around Sundown.

## Video musicale
Il video musicale si svolge in un bar, protagonista un uomo che viene picchiato e mal ridotto da un gruppo di altri uomini. 

Quando il malcapitato si trova disteso per terra privo di forze e un altro un tizio con una mazza da baseball cerca di dare il colpo di grazia, l'uomo disteso comincia a levitare e le ferite sul suo volto scompaiono, la scena lascia increduli tutti quanti che a loro volta cominciano a levitare verso la luce.
Ritratti in un angolo, dove nessuno si cura di loro ci sono anche i Kings of Leon.

## Tracce
Digital download
1. Pyro - 4:11

## Classifiche
| Classifica (2011) | Posizione più alta |
| ----------------- | ------------------ |
| Austria           | 43                 |
| Belgio (Fiandre)  | 42                 |
| Germania          | 48                 |
| Irlanda           | 43                 |
| Italia            | 40                 |
| Paesi Bassi       | 73                 |
| Regno Unito       | 69                 |
| Svizzera          | 74                 |